# Остролодочник трёхлисточковый
Остролодочник трёхлисточковый, или Остролодочник трёхлистный (лат. Oxytropis triphylla), — вид растений рода Остролодочник (Oxytropis) семейства Бобовые (Fabaceae), растущий на сухих каменистых склонах, карбонатных скалах и галечниках. Эндемик России.

## Ботаническое описание
Растение бесстебельное, дернистое, с толстым основанием каудекса. Цветоносы по длине равны листьям, с оттопыренными волосками. Прилистники плёнчатые, сросшиеся с черешком и между собою, вверху треугольно-яйцевидные, с 1 жилкой, шелковисто-волосистые. Листочки в числе 1, реже 2 пар, продолговато-овальные, с обеих сторон голые, слегка мясистые, по краю с ресничками.
Кисти о 2—3 цветках. Прицветники зелёные, короче чашечки. Чашечка трубчатая, с опушением из белых волосков при участии коротких чёрных, с ланцетными зубцами в 2,5—4 раза короче трубки. Венчик пурпуровый. Флаг около 25—30 мм длиной, с округло-яйцевидным, выемчатым на верхушке отгибом. Лодочка с острием 3—4 мм длиной. Бобы широкояйцевидные, тонкокожистые, белые шерстисто-войлочные, с длинным изогнутым носиком, с очень узкой перегородкой по брюшному шву.

## Охрана
Вид включён в Красную книгу России и Красные книги Республики Бурятия и Иркутской области.